# Moriankräm
Moriankräm är en dessert som görs på bröd, choklad, socker och vispad grädde.
Brödet, som skall vara kavring, och chokladen, rivs fint. Det rivna blandas med lite socker och varvas med grädden i flera lager på ett fat. Moriankräm serveras ofta med inlagd frukt, till exempel ingefärspäron.
En skånsk variant av Moriankräm heter "Slättbosnus" men innehåller då även sylt eller äppelmos.
I Norge heter rätten "Tilslørte bondepiker" (Beslöjade bondflickor) och påminner mycket om den skånska varianten och innehåller vanligtvis kokta äppelbitar eller äppelmos.